# Renodes subfixa
Renodes subfixa là một loài bướm đêm trong họ Erebidae.